# Varda (Kosjerić)
Varda es un pueblo ubicado en la municipalidad de Kosjerić, en el distrito de Zlatibor, Serbia.

## Superficie
Posee una superficie de 8,829 kilómetros cuadrados.

## Demografía
Hasta 2011 la población era de 230 habitantes, con una densidad de población de 26,05 habitantes por kilómetro cuadrado.